# Championnat national de tennis des États-Unis 1914
Pour un article plus général, voir US Open de tennis.
Résultats détaillés de l’édition 1914 du championnat de tennis US National qui est disputée du 8 au 13 juin 1914.

## Palmarès
| Tableau          | Vainqueurs                                  | Vainqueurs | Score          | Finalistes                   | Finalistes |
| ---------------- | ------------------------------------------- | ---------- | -------------- | ---------------------------- | ---------- |
| Simple dames     | Mary Kendall Browne                         | États-Unis | 6-2, 1-6, 6-1  | Marie Wagner                 | États-Unis |
| Simple messieurs | Richard Williams                            | États-Unis | 6-3, 8-6, 10-8 | Maurice McLoughlin           | États-Unis |
| Double dames     | Mary Kendall Browne Louise Riddell-Williams | États-Unis | 10-8, 6-2      | Louise Hammond Edna Wildey   | États-Unis |
| Double messieurs | Maurice McLoughlin Tom Bundy                | États-Unis | 6-4 6-2 6-4    | George Church Dean Mathey    | États-Unis |
| Double mixte     | Mary Kendall Browne Bill Tilden             | États-Unis | 6-1, 6-4       | Margaret Myers J. R. Rowland | États-Unis |

## Simple dames
|  |                     |  |   |   |   |
|  | Finale              |  |   |   |   |
|  |                     |  |   |   |   |
|  |                     |  |   |   |   |
|  | Mary Kendall Browne |  | 6 | 1 | 6 |
|  | Mary Kendall Browne |  | 6 | 1 | 6 |
|  | Marie Wagner        |  | 2 | 6 | 1 |

## Double dames
|  |                                    |  |    |   |  |
|  | Finale                             |  |    |   |  |
|  |                                    |  |    |   |  |
|  |                                    |  |    |   |  |
|  | Mary Kendall Browne Louise Riddell |  | 10 | 6 |  |
|  | Mary Kendall Browne Louise Riddell |  | 10 | 6 |  |
|  | Louise Hammond Edna Wildey         |  | 8  | 2 |  |

## Double mixte
|  |                                 |  |   |   |  |
|  | Finale                          |  |   |   |  |
|  |                                 |  |   |   |  |
|  |                                 |  |   |   |  |
|  | Mary Kendall Browne Bill Tilden |  | 6 | 6 |  |
|  | Mary Kendall Browne Bill Tilden |  | 6 | 6 |  |
|  | Margaret Myers J. R. Rowland    |  | 1 | 4 |  |